# Enzesfeld-Formation
Die Enzesfeld-Formation ist eine Formation der Nördlichen Kalkalpen, die im Unterjura abgelagert worden war.

## Bezeichnung
Die Enzesfeld-Formation ist nach der Gemeinde Enzesfeld in Niederösterreich bezeichnet worden.

## Erstbeschreibung

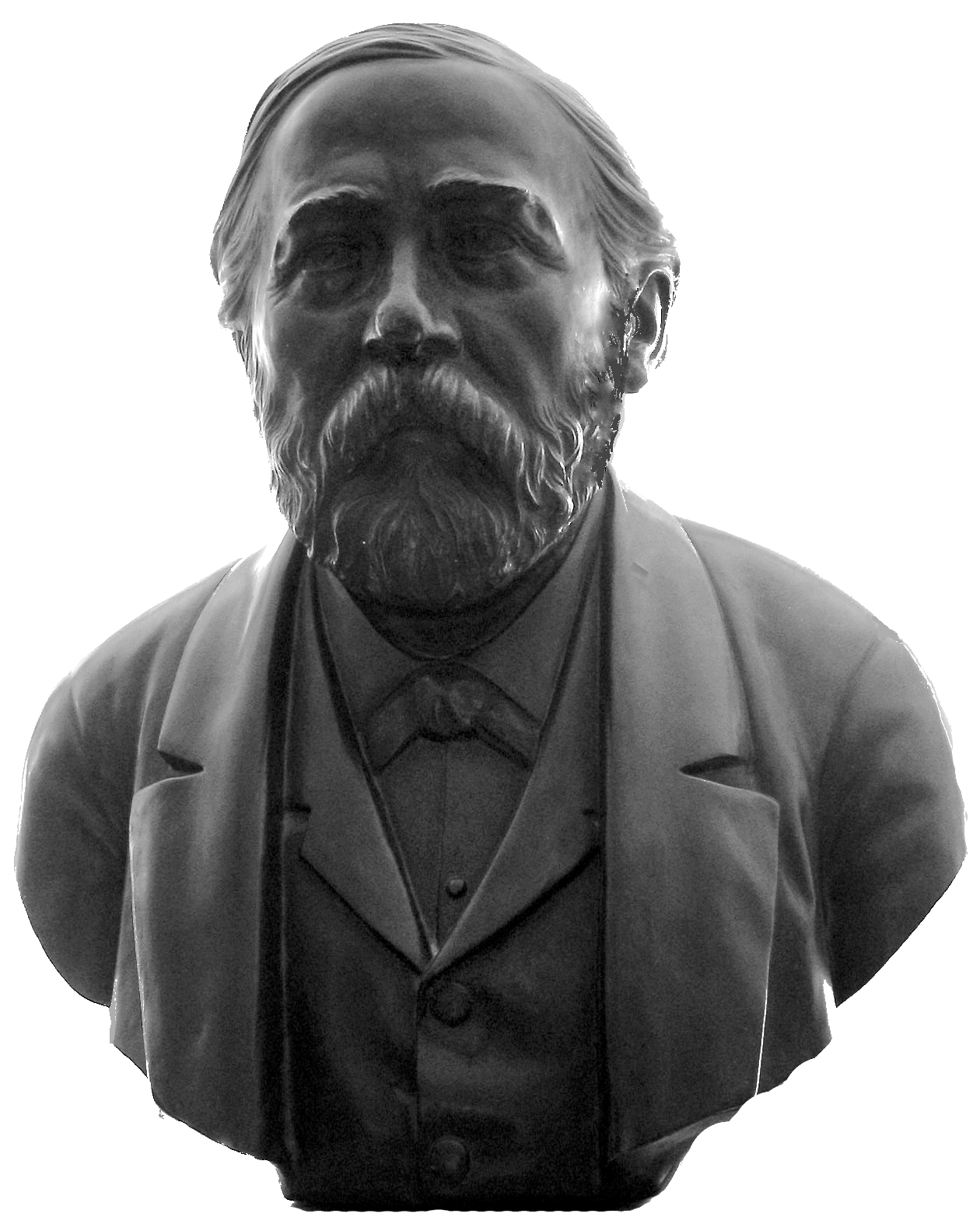
Dionys Stur, der Erstbeschreiber der Enzesfeld-Formation

Die Enzesfeld-Formation, auch Enzesfelder Schichten oder Enzesfelder Kalk, war erstmals im Jahr 1851 von Dionys Stur beschrieben worden. Florian Böhm (1992 und 1999) sowie Oskar Ebli (1997) unterzogen die Formation einer gründlichen Revision.

## Vorkommen
Die einstige Typlokalität der Enzesfeld-Formation am Schloss von Enzesfeld im Tirolikum existiert leider nicht mehr. Ihr jetziges Typusprofil liegt im Kendlbachgraben in der Osterhorngruppe südwestlich vom Wolfgangsee. Ihr Vorkommen ist an das Verbreitungsgebiet des obertriassischen Eiberg-Beckens gebunden. Innerhalb dieses Beckens kann die Formation mit Ausnahme der Hallstatt-Zone des Juvavikums in sämtlichen anderen Decken des Bajuvarikums und Tirolikums angetroffen werden, wenn auch oft nur sporadisch. Bekannte Vorkommen sind im Osten der Nördlichen Kalkalpen neben der Typlokalität Hirtenberg, Rohrbach und die Hohe Mandling. Selbst im Untergrund des Wiener Beckens tritt die Formation auf, nachgewiesen in der Bohrung Laxenburg 2 in der Göller Decke. Kennzeichnend für den Mittelabschnitt sind das Typusprofil im Kendlbachgraben, die Umgebung von Adnet (Breitenberg, Gaißau und Hochleitengraben), der Saubachgraben an der Westseite des Zwölferhorns sowie das Vorkommen bei Ebensee am Traunsee im Salzkammergut. Die Formation ist im Mittelabschnitt auch am Liedersberg südwestlich von Unken (hochtirolische Berchtesgadener Schubmasse bzw. Berchtesgadener Decke) und an der Steinplatte bei Waidring gegenwärtig. Vorkommen des Westabschnitts finden sich am Fonsjoch in Tirol sowie bei Christlum westlich des Achensees (Bajuvarikum).
Höchst erstaunlich ist das Auftreten der Enzesfelder Fazies im östlichen Tethysraum wie beispielsweise im indonesischen Westtimor oder gar auf dem Exmouth-Plateu am nordwestlichen Kontinentalrand Australiens.

## Stratigraphie
Das Liegende der Enzesfeld-Formation bildet die Kendlbach-Formation oder die Schnöll-Formation. Im Hangenden wird sie vom Motzen-Member oder dem Schmiedwirt-Member der Adnet-Formation oder von der Scheibelberg-Formation überlagert. Seitlich kann sich die Formation auch mit dem Guggen-Member der Schnöll-Formation und der Kendlbach-Formation verzahnen. Am Liedersberg bei Unken wird eine Verzahnung mit dem Hierlatzkalk beobachtet, gleichzeitig wird die Formation hier von der Klaus-Formation überlagert.
Als etwas seichteres Äquivalent der Enzesfeld-Formation werden sowohl die Hochfelln-Schichten der Chiemgauer Alpen als auch der Hierlatzkalk angesehen. Beide Formationen waren auf der gefluteten Kalkplattform des Oberrhätkalkes abgelagert worden.

## Lithologie

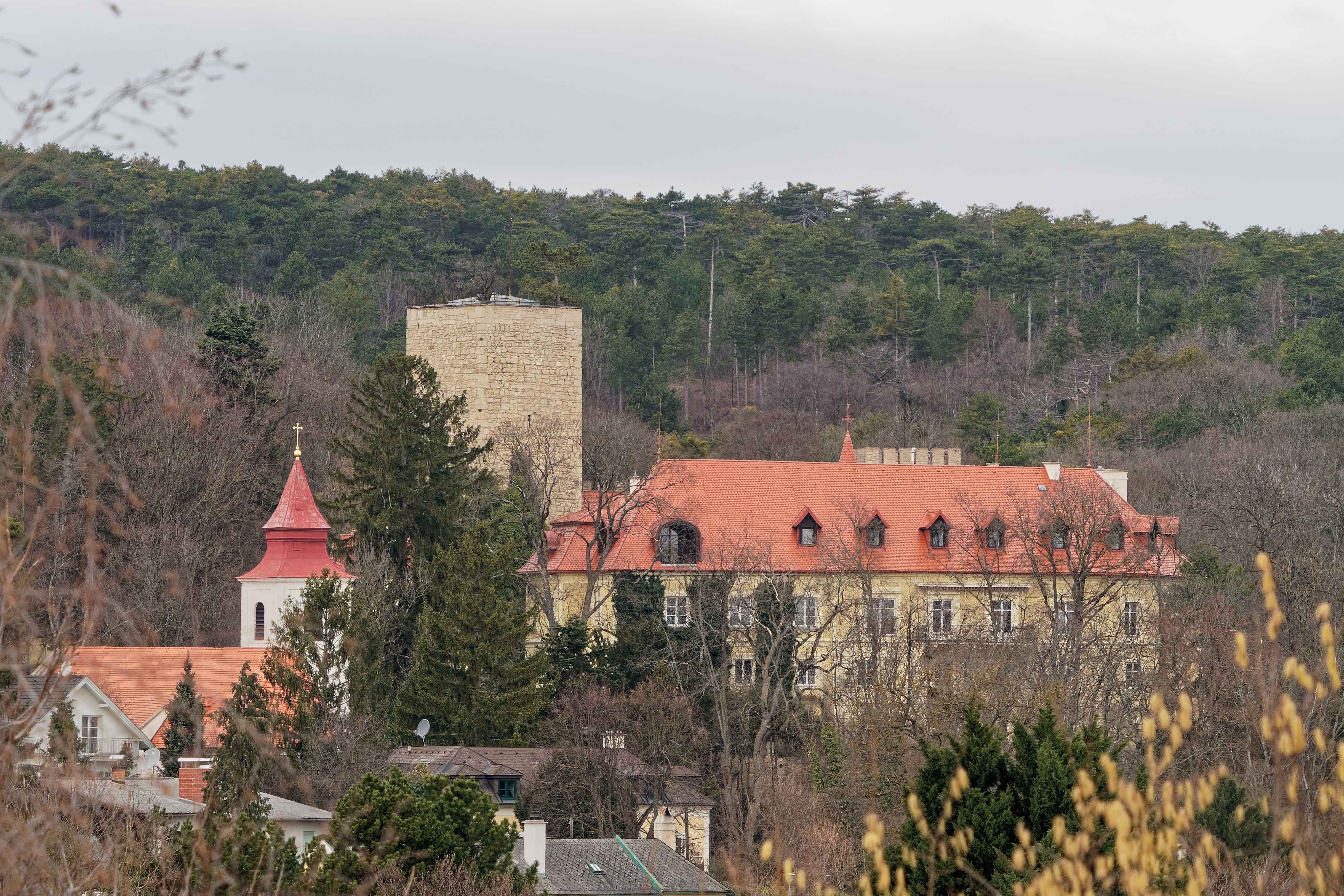
Die einstige Typlokalität der Formation befand sich am Schloss Enzesfeld

Die Enzesfeld-Formation besteht aus honiggelben, ockerfarbenen bis roten, oft auch grauen, gut gebankten Kalken, die gelegentlich gelbliche Hornsteinknollen führen können. Die Kalke können gelbfleckig-knollig ausgebildet sein und eine reiche Fauna an Ammoniten, Bivalven und Mikrofossilien aufweisen. Charakteristisch für die Formation sind Hartgründe, die recht häufig auftreten können. Sie erscheinen entweder als braun-gelbliche Phosphatkrusten oder als dunkle Eisen-Mangan-Oxide.
Mikrofaziell ist die Enzesfeld-Formation meist als rötlich gefärbter Packstone ausgebildet, reich an Echinodermenresten (Skleriten), Muschelschalenfragmenten und involutiniden Foraminiferen (Typlokalität). Die Bruchstücke sind manchmal von einer dunkelgrauen bis schwarzen Eisen/Mangan-Kruste überzogen. Eisen-Mangan-Krusten können sich auch zu Hartgründen verdichten, wie beispielsweise die das Hangende abschließende Marmorea-Kruste bzw. Brandschicht.
Ammonitenfüllungen (mit gelegentlichem Geopetalgefüge) erscheinen als weniger kondensierte Wackestones. Die Formation kann insgesamt auch als Wackestone auftreten – mit roter, mikritischer Matrix und hohem Fossilgehalt. In der Beckenfazies überwiegen Grautöne (es sind aber auch buntgefärbte Ablagerungen bekannt) und Wackestones über Packstones, die Foraminiferen treten stark zurück und weichen recht seltenen Radiolarien. Die Graufärbung des Sediments im Beckenbereich erklärt sich entweder durch eine schlechtere Durchlüftung des Tiefenwassers oder durch höhere Sedimentationsraten im Becken – wodurch eine Reduktion des dreiwertigen Eisens Fe3+ während der frühen Einbettung erfolgen konnte.
Gelegentlich treten auch Intraklasten in Erscheinung wie z. B. seltene Bruchstücke von Oberrhätkalk.

### Mächtigkeit
Die Mächtigkeit der Enzesfeld-Formation ist sehr variabel. Sie kann bis auf wenige Dezimeter reduziert sein, bewegt sich aber normalerweise zwischen 1 und 2 Meter. In seltenen Fällen werden mehrere Zehnermeter erreicht.

### Fazies

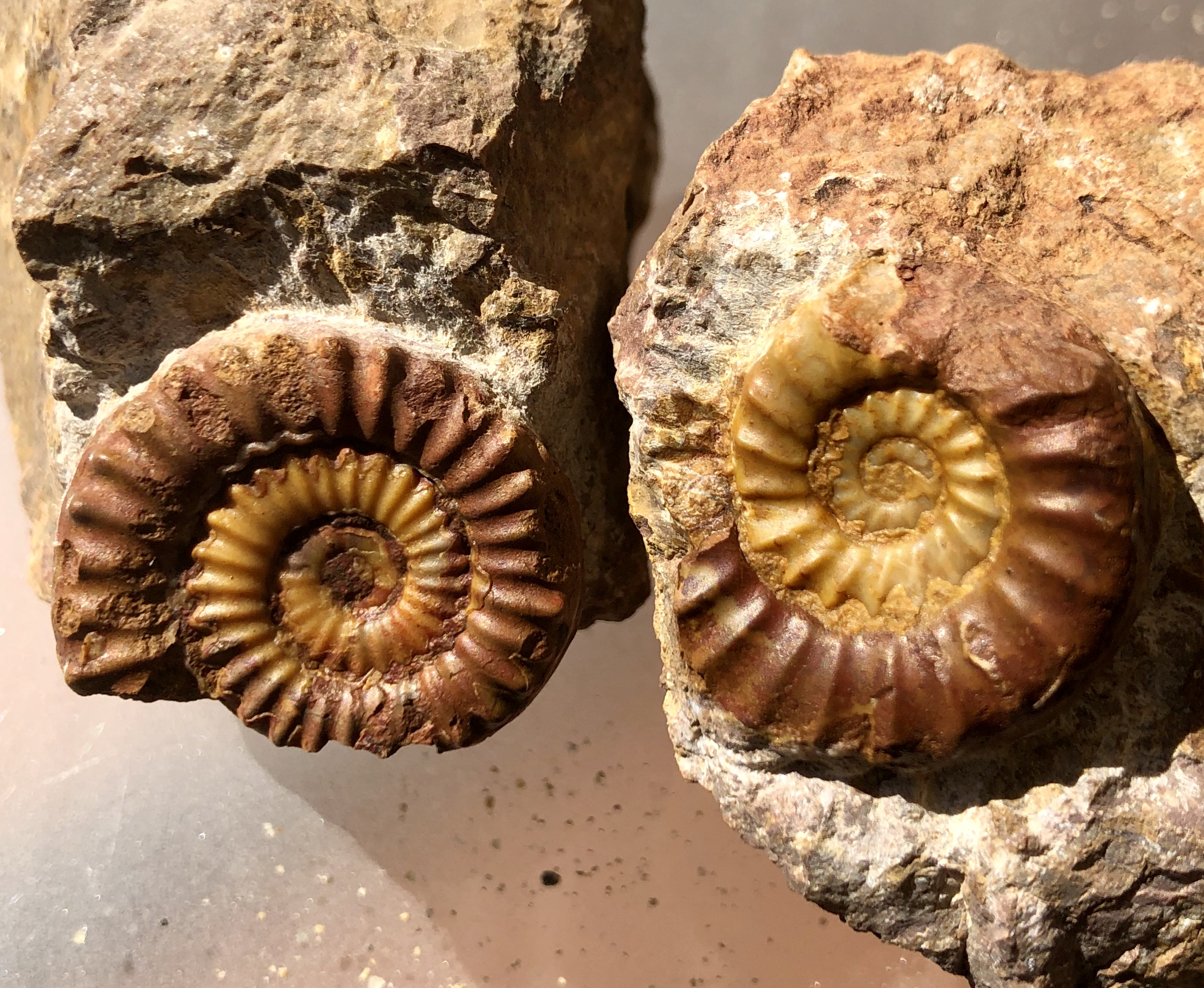
Zwei Ammoniten aus der Enzesfeld-Formation

Die Enzesfeld-Formation ist eine kondensierte, marine, hemipelagische Beckenablagerung und wird von Alexander Tollmann als Beginn der Rotkalksedimentation zur Fazies der Jura-Cephalopodenkalke gestellt. Ihre Bildung erfolgte sehr wahrscheinlich im Verlauf einer transgressiven Phase in Richtung Meeresspiegelhochstand. Florian Böhm (1992) sieht in der Formation ein bioklastisches Restsediment (Englisch lag deposit), das von sehr starken Tiefenströmungen geformt worden war. Dieses Restsediment wird in Richtung der Abhänge der oberrhätischen Riffkörper (Beckenränder) zusehends grobkörniger und turbiditischer, außerdem nimmt der Gehalt an Crinoidenschutt zu. Die Formation entwickelt rote Farbtöne am Beckenhang (Beginn der Rotkalksedimentation), nimmt jedoch Grautöne im Beckeninneren an.

## Fossilien

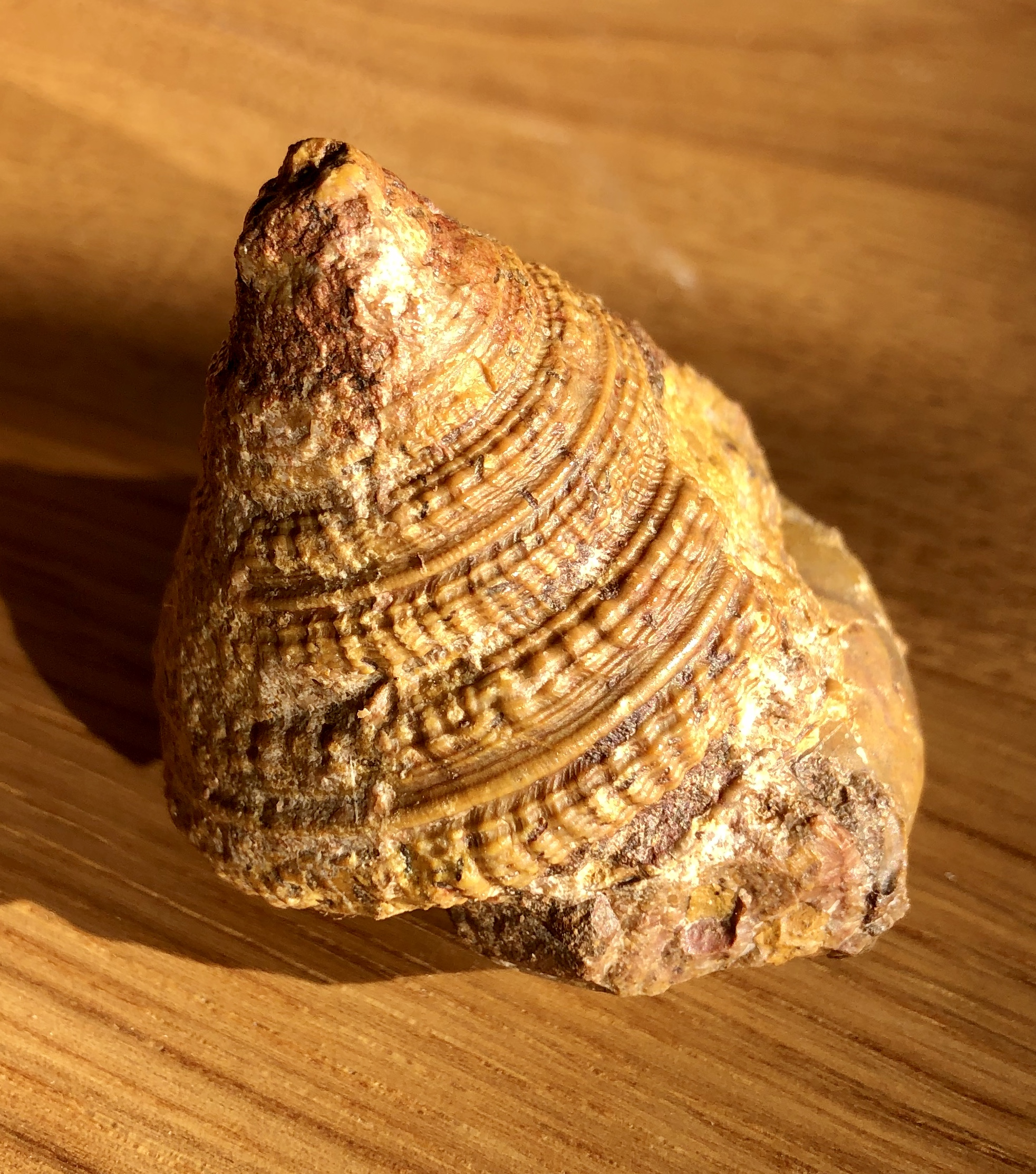
Schnecke Pleurotomaria aus der Enzesfeld-Formation

Neben den bereits angesprochenen recht häufigen Ammoniten (und deren Aptychen) sowie Bivalven sind anzuführen Belemniten, Brachiopoden, Echinodermenreste (Crinoiden, Seeigelstacheln), Filamente, Molluskenfragmente (Gastropoden), Ostrakoden, kieselige Spicula von Schwämmen und als Mikrofossilien sehr häufige benthische und planktische Foraminiferen (Lagenidae, Miliolidae, Textularia), seltene kieselige Radiolarien und kalkhaltiges Nannoplankton. Bei den Ammoniten finden sich die Taxa Coroniceras rotiforme, Psiloceras calliphyllum, Psiloceras planorbis und Schlotheimia marmorea. Unter den Foraminiferen erscheinen Involutina liassica, Involutina turgida, Lenticulina, Licispirella bicarinata, Licispirella violae, Neoangulodiscus leischneri, Ophtalmidium leischneri, Trocholina granosa und Trocholina turris. Nodosariidae treten stark in den Hintergrund. Unter den Dinoflagellaten (Dinophyceae) ist Schizosphaerella punctulata zu erwähnen. Als Calcisphäre ist Globochaete alpina nennenswert.

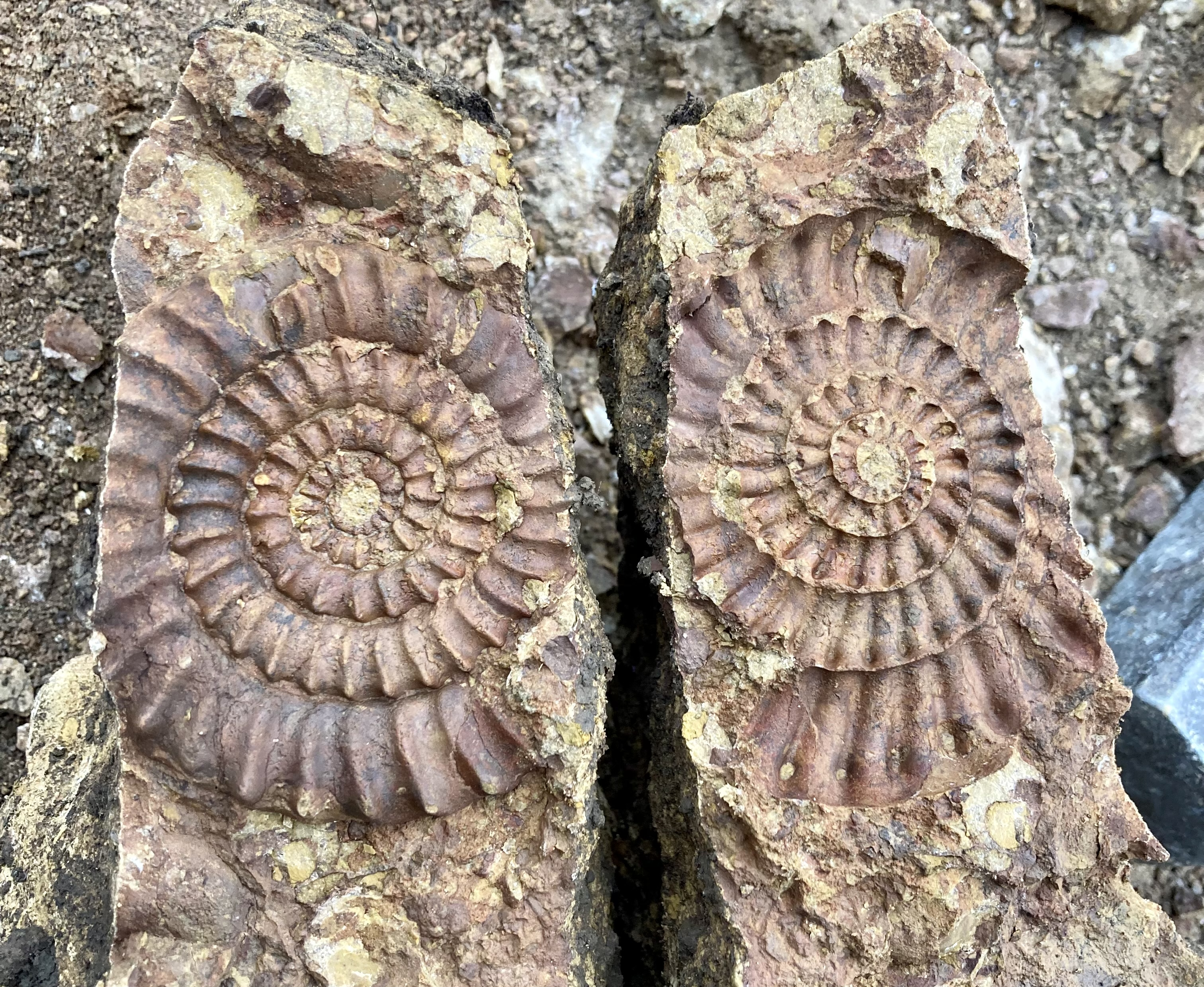
Typischer Ammonit aus der Enzesfeld-Formation in Fund-Situation

Von den Hartgründen können Bohrgänge von Serpuliden wie Spirorbis ins unterlagernde Sediment ausgehen.

## Alter
Das Alter der Enzesfeld-Formation reicht vom Unteren Hettangium bis zum Unteren Sinemurium. Ihr absolutes Alter überdeckt somit in etwa den Zeitraum 200 bis 195 Millionen Jahre. 
Der Ammonit Psiloceras planorbis belegt die Planorbis-Zone des Unteren Hettangiums, Schlotheimia marmorea die mediterranprovinzielle Marmorea-Zone des Oberen Hettangiums und Coroniceras rotiforme die Rotiforme-Subzone des Unteren Sinemuriums. Verwirklicht sind ferner die mediterranprovinzielle Megastoma-Zone des Oberen Hettangiums und die Bucklandi-Zone des Unteren Sinemuriums. 